# Malmiluoto (ö i Mellersta Finland)
Malmiluoto är en ö i Finland. Den ligger i sjön Kivijärvi och i kommunen Kannonkoski i sjön Kivijärvi och , intill gränsen mot Kivijärvi kommun, i landskapet Mellersta Finland, i den centrala delen av landet, 300 km norr om huvudstaden Helsingfors. Öns area är omkring 670 kvadratmeter och dess största längd är 50 meter i öst-västlig riktning.